# Караччоло, Бартоломео
Бартоломео Караччоло, или Бартоломео Карафа (итал. Bartolomeo Caracciolo, Bartolomeo Carаfa, лат. Bartholomaeus Carafa; между 1286 и 1300, Неаполь — 7 декабря 1362, там же) — итальянский хронист и дипломат, один из летописцев Неаполитанского королевства, автор «Краткого сообщения» (итал. Breve informazione), вошедшего в состав «Партенопейской хроники» (XVI в.). Первый известный по имени местный историк Неаполя. Его не следует путать с его современником Бартоломео Карафа, архиепископом Бари (1347—1367).

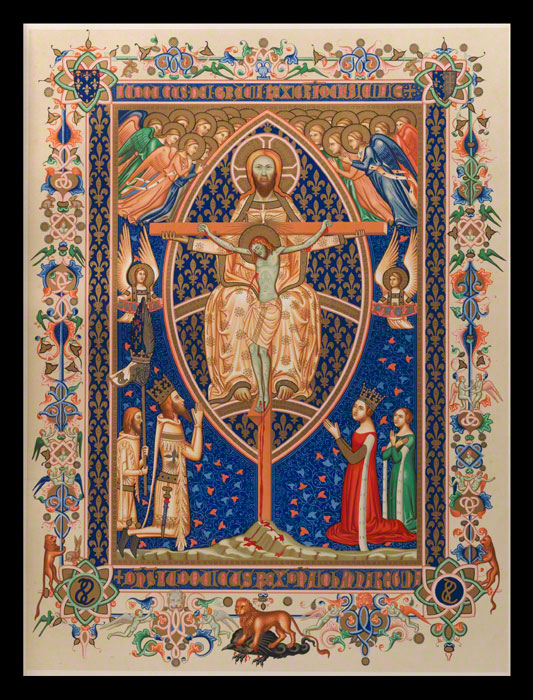
Королева Неаполя Джованна I и её супруг-консорт Людовик Тарентский. Миниатюра из рукописи «Статутов Ордена Подвязки». Национальная библиотека Франции, сер. XIV в.

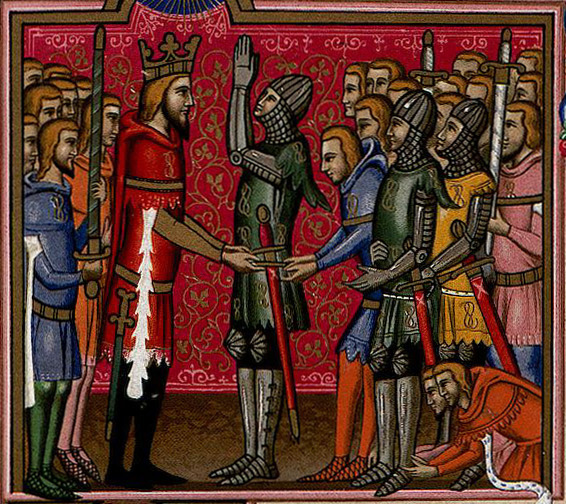
Король-консорт Неполя Людовик Тарентский, посвящающий в рыцари своего вассала. Миниатюра из рукописи «Статутов Ордена Подвязки». Национальная библиотека Франции, сер. XIV в.

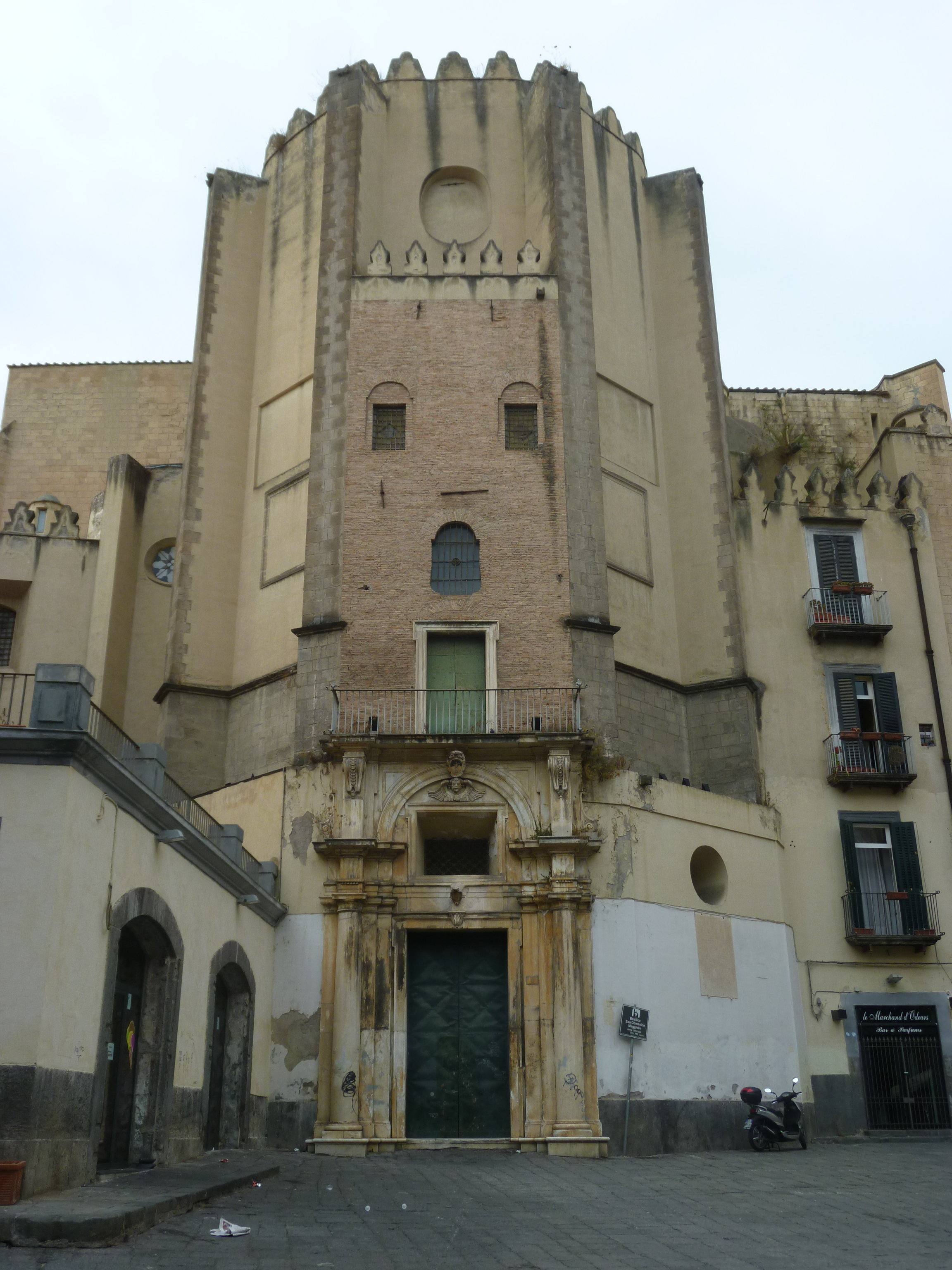
Церковь Сан-Доменико-Маджоре в Неаполе, XIII—XIV вв.

## Биография
Родился не позже 1300 года в Неаполе в семье местного аристократа Бартоломео Караччоло Старшего, выходца из знатного рода Карафа, и Теодоры дель Гаудио ди Сесса.
Утверждение первых исследователей его творчества о том, что с 1302 года он занимал уже должность наместника Базиликаты, а с 1309-го — королевского советника и камергера, генерал-капитана Абруццо и мастера-остиария (итал. maestro ostiario) королевства Сицилия, опровергнуто современными историками, допускающими, что его перепутали с родным отцом. Во всяком случае, вряд ли пожилой человек, получавший, согласно сохранившемуся диплому, пенсион с 1330 года, способен был спустя 23-20 лет заниматься составлением хроник.
В 1332 году, во всяком случае, младший Бартоломе уже заседал, как представитель места («седжо») ди Нидо (итал. Seggio di Nido), в парламенте Неаполя, созванном королем Робертом Анжуйским. В этом же качестве он участвовал в подписании заключенного там 17 июня 1341 года договора, оформившего создание антиимперской лиги Королевства с участием Флоренции и другими городами в центральной и северной Италии.
26 ноября 1343 года он был назначен мастером над монетой (итал. maestri razionali) неаполитанского казначейства. Когда в 1344 году папский легат кардинал Эмери де Шалю прибыл в Неаполь для организации административной реформы королевства, исполнял при нём должность советника. По желанию легата, заручившегося согласием папы Климента VI и королевы Джованны I, после смерти городского казначея Гульельмо да Джойя сменил его на этом посту.
Неясно, причастен ли был Караччоло к загадочному убийству супруга Джованны Андрея Венгерского в Аверсе 18 сентября 1345 года, но его имя назвал среди прочих под пыткой 6 марта 1346 года сенешаль Катании Раймондо. Однако Караччоло удалось бежать и спастись, таким образом, от ареста и казни. Менее чем через два года, 27 января 1348 года, во время вторжения в Италию брата покойного Андрея Людовика Венгерского, Караччоло входил уже во временное правительство Неаполя, вместе с Джованни Баррили и шестью другими влиятельными гражданами.
Умер он 7 декабря 1362 года в Неаполе, похоронен в церкви Сан-Доменико-Маджоре, где надгробие его с эпитафией существовало ещё в первой четверти XVII столетия, но позже исчезло.

## Семья
Около 1319 года вступил в брак с Мабилией, дочерью сеньора Андреа из Монтефальчоне, от которой имел трёх сыновей, Андреа Карафа делла Спина, сеньора ди Форли, Пьетро Карафа, сеньора ди Фоссачиеза и Томмазо Карафа, а также дочь Миту Карафа.

## Сочинение
Своё «Краткое сообщение» (итал. Breve informazione) Караччоло написал в Неаполе между 1348 и 1362 годами, в первоначальной редакции не позже 22 августа 1350-го, поскольку французского короля Филиппа VI Валуа он называет живым. Адресатом и заказчиком стал новый супруг королевы Джованны Людовик Тарентский, неаполитанский принц-консорт. Полное заглавие труда звучит как «Краткое сообщение, составленное на основе различных хроник Бартоломео Караччоло, именуемым Карафа, верным вассалом Божией милостью короля Людовика и рыцарем из Неаполя» (итал. Breve informacione tracta de diverse croniche che fay a vuy nostro signore rey Luyse lo vostro fidelissimo vassallo Bartholomeo Caraczolo dicto Carrafa cavaliere de Napoli).
Хронологически «Краткое сообщение» охватывало историю Неаполитанского королевства с исторической битвы при Беневенто и начала правления Карла I Анжуйского (1266) до смерти Роберта Мудрого (1343), с экскурсом в период от нормандского завоевания Италии до правления Гогенштауфенов и упоминанием важнейших внешнеполитических событий, включая Сицилийскую вечерню и приход к власти на острове Педро Арагонского (1282). Первые 55 его глав также содержат местные легенды и описания святых чудес, событиям собственно неаполитанской истории XIII — первой половины XIV века посвящены последние 20 глав.
В своём латинском оригинале «Краткое сообщение» не сохранилось и дошло до нас в составе анонимной «Партенопейской хроники» (итал. Cronaca di Partenope), охватывающей историю Неаполя со времён основания в VIII веке до н. э. греками древней Партенопы до восхождения в 1343 году на трон Джованны I. Соответственно, история текста «Краткого сообщения» развивалась рука об руку с филологической судьбой «Партенопейской хроники», в колофоне одной из рукописей которой упоминается имя Караччоло. В первом печатном издании «Партенопейской хроники», долгое время распространявшейся в рукописях среди образованных неаполитанцев, текст сочинения Караччоло составляет вторую часть, включающую главы 58-71.
Частично «Краткое сообщение» вошло также в третью книгу «Хроники Фусколильо» (итал. Cronaca del Fuscolillo), составленной в 60-х годах XVI века Гаспаро Фусколильо, каноником из Сесса-Аурунка, который дополнил его прибавлениями из местных анналов, начиная с деяний короля Владислава I (1386—1414) до завоевания в 1558 году неаполитанцами Россано.
Источниковая база «Краткого сообщения» Караччоло на сегодняшний день остаётся непрояснённой, поскольку далеко не все упоминаемые автором летописи удалось идентифицировать. Итальянский историк-архивист XIX века Бартоломео Капассо предполагал, что одним из его источников было «Латинское сокращение» (итал. Sommario Latino), которым открывается «Хроника Фусколильо». Но гипотеза его вызвала критику со стороны Дженнаро Мария Монти, изложившего свои контраргументы во введении к критическому изданию «Партенопейской хроники», опубликованном в 1932 году в пятом выпуске «Annals of the Economic Juridical Seminary» университета Бари. Вместе с тем, Караччоло, несомненно, использовал анналы Ромуальда Салернского (XII в.), анонимную неаполитанскую «Хронику Санта-Мария-дель-Принципио» (лат. Chronicon di Santa Maria del Principio, 1317), «Новую хронику» Джованни Виллани (1347), а также ряд государственных и дипломатических документов, к которым имел доступ по своей должности. В числе последних можно назвать, к примеру, текст торжественной клятвы неаполитанцам герцога Сергия (1120—1137).
Анализ текста «Партенопейской хроники» показывает знакомство Караччолы с произведениями таких античных классиков, как Вергилий, Овидий, Тит Ливий, Сенека, Лактанций, а также рукописями Джованни Бокаччо и трудами схоластиков XII века Иоанна Солсберийского и Александра Неккама.
«Краткое сообщение» Караччоло стало первым известным произведением местной историографии с начала IX века, когда там написаны были «Деяния неаполитанских епископов». Продолженное до 1382 года анонимным автором, оно оказало значительное влияние на летописание Неаполя, которое прослеживается исследователями вплоть до 1490 года. В 1453 году историк-гуманист Флавио Бьондо использовал сочинение Караччоло в своей «Italia illustrata», а в 1507 году его включил в свой сборник «Parthenopei in varios Authores Collectanea» неаполитанский грамматик и ритор Лючио Джованни Скоппа.
Содержащая текст «Краткого сообщения» Караччоло «Партенопейская хроника» известна не менее чем в 14 рукописях XVI—XVIII веков, хранящихся в Национальной библиотеке Неаполя, книжном собрании Неаполитанского общества истории родины (итал. Societа Napoletana di Storia Patria), Ватиканской апостольской библиотеке, Национальной библиотеке Франции (Париж), библиотеке д’Эсте (Модена) и библиотеке Моргана (Нью-Йорк).
Впервые она напечатана была в 1486—1490 годах в Неаполе Франческо дель Туппо, по редакции, содержавшей заимствования из «Поздней Анжуйской хроники», и в 1526-м была там же переиздана Леонардо Астрино, ошибочно указавшим в качестве её автора вышеназванного флорентийца Виллани. Критическая публикация выпущена была в 1974 году неаполитанским филологом Антонио Альтамура. Новейшее академическое издание увидело свет в 2011 году в Лейдене и Бостоне под редакцией историка-медиевиста, профессора Ратгерского университета Нью-Джерси Саманты Келли, составившей к нему подробное источниковедческое и историографическое введение.

## Память
- В честь хрониста в Неаполе названа улица Via Caracciolo Bartolomeo detto Carafa.

## Издания
- Chroniche de la inclyta citа de Napole emendatissime, con li bagni de Puzolo et Ischia. Nuovamente ristampate, con la tavola. — Napoli: Evangelista Presenzani, 1526.
- Cronaca di Partenope, a cura di Antonio Altamura. — Napoli: Societа editrice napoletana, 1974. — 183, [10] p. — (Studi e testi di letteratura italiana, 2).
- Gasparro Fuscolillo. Croniche. Edizione critica e studio linguistico a cura di Nadia Ciampaglia // Testis temporum, collana editoriale curata da Fulvio Delle Donne. — Arce: Nuovi Segnali, 2008. — ccxxvi, 344 p. — ISBN 978-88-89790-07-6.
- The Cronaca di Partenope: An Introduction to and Critical Edition of the First Vernacular History of Naples (c. 1350), by Samantha Kelly. — Leiden; Boston: Brill, 2011. — viii, 364 p. — (Medieval Mediterranean, 89). — ISBN 978-90-04-19489-2.